# Seleniopsis evanescens
Seleniopsis evanescens là một loài bướm đêm trong họ Geometridae.